# Salvation Nell
Salvation Nell er en amerikansk stumfilm fra 1915 af George E. Middleton.

## Medvirkende
- Beatriz Michelena - Nell Saunders
- William Pike - Jim Platt
- Nina Herbert
- Clarence Arper
- James Leslie - Sid McGovern